# Beuel

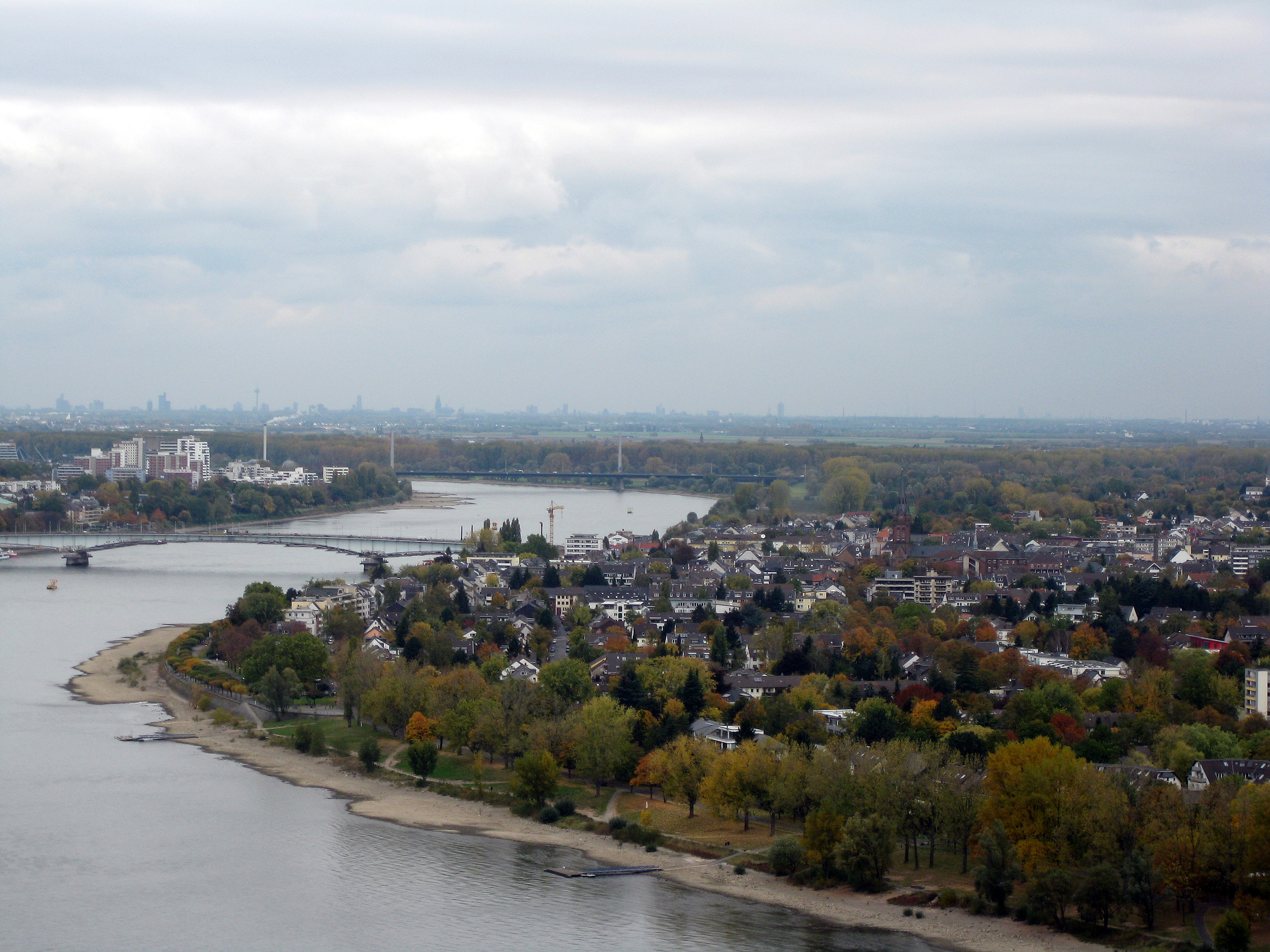
Luftaufnahme von Beuel, vom Rhein aus gesehen

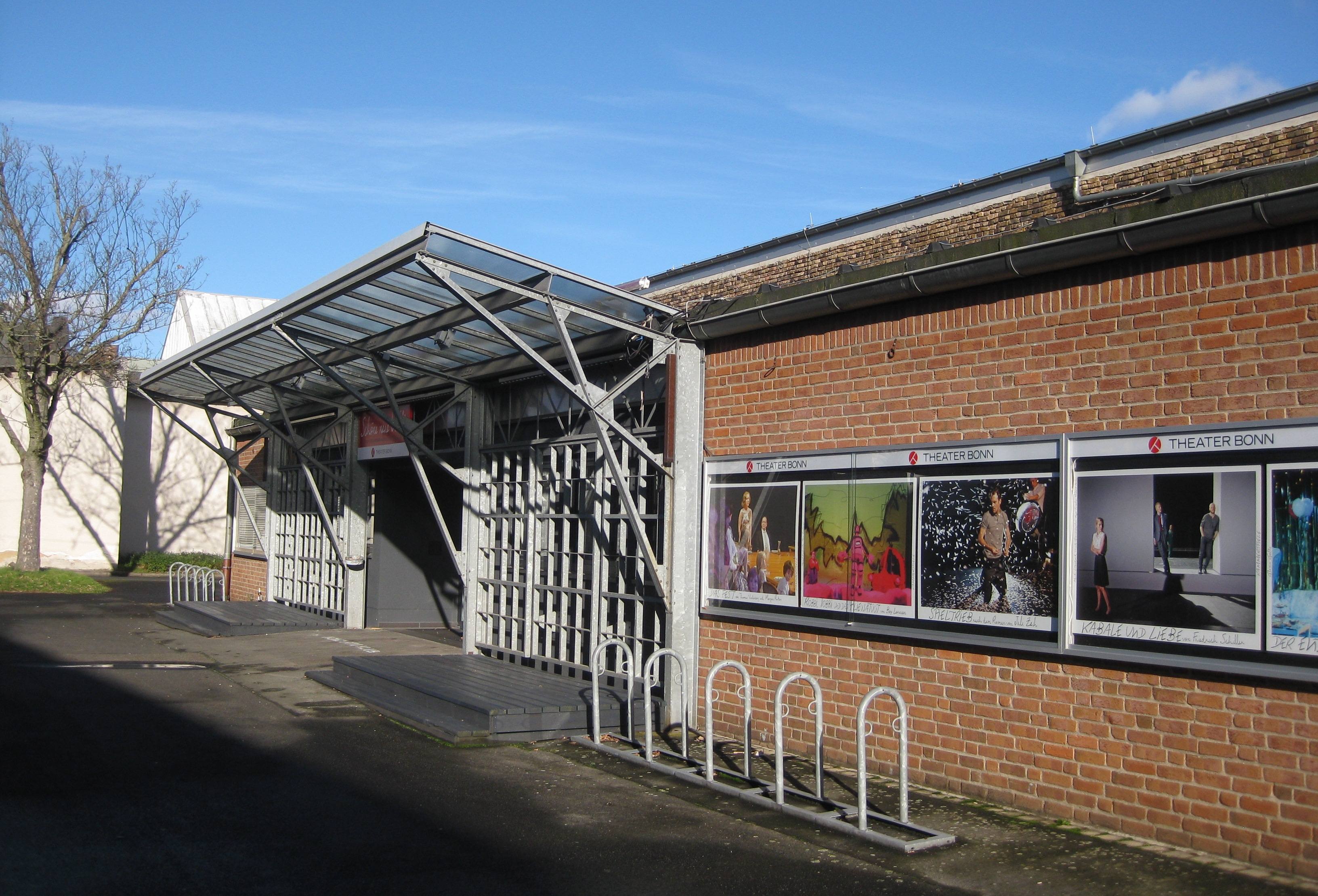
Halle Beuel

Beuel ist einer der vier Stadtbezirke der Bundesstadt Bonn und umfasst alle rechtsrheinischen Ortsteile Bonns. Die ehemalige Gemeinde Beuel hatte von 1952 bis zu ihrer Eingliederung in die Stadt Bonn am 1. August 1969 Stadtrechte.

## Geographie
Beuel liegt auf der rechten Seite des Rheins. Nördlich grenzt er an die Sieg-Mündung, Niederkassel und Troisdorf, im Osten an Sankt Augustin und im Süden an Königswinter. Im Süden des Bezirks liegt der Höhenzug Ennert, der das Siebengebirge abdacht.

### Gewässer
- Vilicher Bach
  - Alaunbach
    - Teufelsbach

  - Wolfsbach
  - Steinbach
  - Mersbach
- Thelenbach
- Ankerbach
  - Peschsiefen

### Kultur
Wichtigste Kultureinrichtungen in Beuel mit überregionalem Bekanntheitsgrad sind das Kulturzentrum Brotfabrik Bonn und das Kinder- und Jugendtheater Junges Theater Bonn in der Hermannstraße. Daneben gibt es im Beueler Zentrum in der Friedrich-Breuer-Straße das Kino Neue Film-Bühne. Beuel ist mit der Halle Beuel in der Siegburger Straße auch Standort von Spielstätten des Theater Bonn und seit Oktober 2016 die Heimat des ehemals im Bonn-Center ansässigen Pantheon Theaters.

### Ortsteile
- Beuel-Mitte
- Beuel-Ost
- Geislar
- Hoholz
- Holtorf
- Holzlar
- Küdinghoven
- Limperich
- Oberkassel
- Pützchen/Bechlinghoven
- Ramersdorf
- Schwarzrheindorf/Vilich-Rheindorf
- Vilich
- Vilich-Müldorf

## Geschichte
Beuel hat eine bis ins Mittelalter nachweisbare Ortsgeschichte. Der Raum war jedoch auch schon früher besiedelt: Gräber ab dem 7. Jh. v. Chr., Siedlungsspuren in Geislar, Neu-Vilich und Vilich-Müldorf ab dem 5. Jh. v. Chr., eine umfangreiche Siedlung aus der Merowingerzeit zwischen Vilich-Müldorf und Bechlinghoven, über 600 Merowingergräber in Ramersdorf (Bonner Bogen) und andere.
Erstmals urkundlich erwähnt wurde Beuel 1139 als Buiela; weitere Namen in der wechselvollen Geschichte sind Buele bzw. Buwele. Der Name leitet sich ab von mittelhochdeutsch bühel bzw. althochdeutsch buhil mit der Bedeutung „Anhöhe“ oder „Erhöhung“ (vgl. heute oberdeutsch Bühel bzw. Bühl für „Hügel“). Dies weist darauf hin, dass das Dorf Beuel auf einem Hügel zwischen mehreren verlandeten Rheinarmen errichtet wurde. Eine der ersten Nennungen Beuels steht im Zusammenhang mit einer Dotation (Schenkung) von Kaiser Friedrich I. am 17. September 1156. Hier ging es um den Besitz des Rheindorfer Hofes mit drei Weingärten.

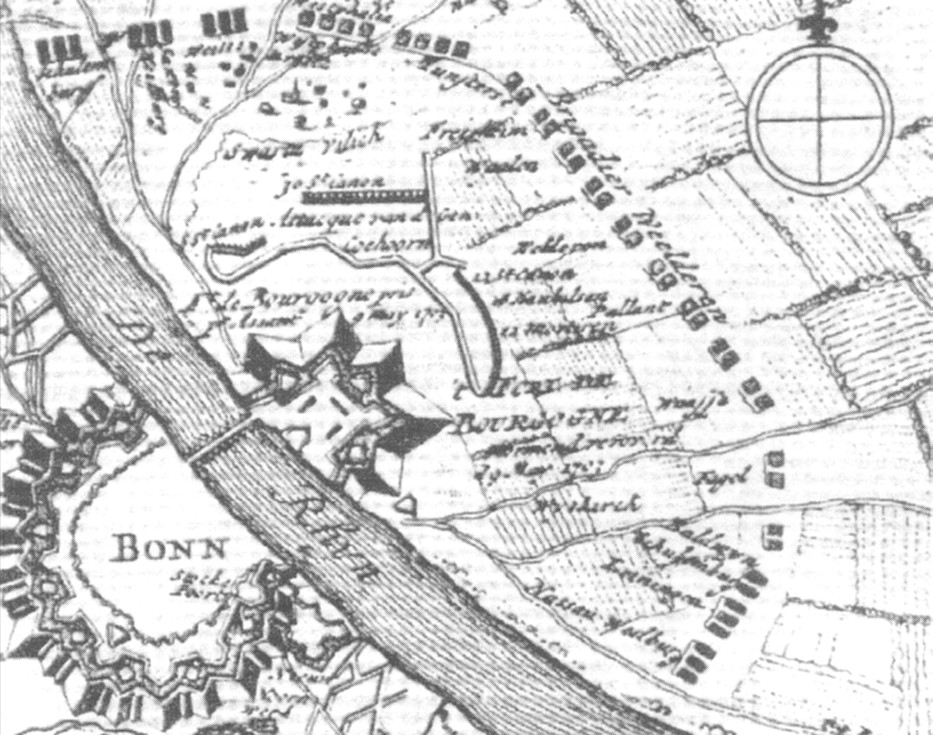
Beueler Schanze, um 1703 (Fort de Bourgogne)

Politisch war das Gebiet seit dem 15. Jahrhundert geteilt: Schwarzrheindorf und Vilich bildeten einen rechtsrheinischen Brückenkopf des Kurfürstentums Köln, während die anderen Orte zum Herzogtum Berg und damit zum Amt Löwenburg gehörten. Die Grenze verlief auf Höhe der heutigen Kennedybrücke.
Gegen Ende des 16. Jahrhunderts, während des Truchsessischen Krieges, wurde in Beuel eine Befestigungsanlage, die sogenannte Beueler Schanze, gebaut. Sie befand sich in Combahn, gegenüber der Stadt Bonn. Diese Schanze wurde 1590 von den Spaniern geschleift und 1672/1673 bei der Belagerung durch niederländische und kaiserliche Truppen mit einfachsten Mitteln wieder hergerichtet. Im Zuge des Spanischen Erbfolgekrieges wurde Beuel zum dritten und letzten Mal zur Festung ausgebaut. Diese Festung wurde nach einem Beschluss des Friedensvertrags von Utrecht im Jahre 1717 geschleift.
1802 endet die Hoheit des Kurfürstentums Köln über die Herrlichkeit Vilich und Schwarzrheindorf, das sogenannte Amt Vilich wurde an den Fürsten von Nassau-Usingen übertragen. 1806 übertrug dieser das Amt an das Herzogtum Berg. Somit gelangte das Gebiet des heutigen Stadtbezirks (mit Ausnahme von Oberkassel, was weiterhin zum Siegkreis gehört und Holzlar, was weiterhin zum Amt Menden gehört) erstmals seit der karolingischen Zeit unter eine einzige politische Oberhoheit. Unter Napoleon wurde 1808 aus dem Amt Vilich die Mairie Vilich. Als erster Bürgermeister (Maire) wurde 1809 Leonhard Stroof ernannt, der Napoleon am 6. November 1811 auf dem Finkenberg begleitete, wo sich Napoleon gegen eine militärische Befestigung Bonns und seines Umlandes entschied.
Die Ablösung der französisch-bergischen Munizipalverfassung durch die preußische Gemeindeordnung im Jahr 1845 führte dazu, dass aus der Mairie die Gemeinde Vilich wurde.
Auch nach dem Tod von Bürgermeister Stroof, der sein Amt in seinem Wohnhaus führte, verblieb die Gemeindeverwaltung in Vilich, und zwar im dortigen Eschenhof (Schillerstraße 12). Erst am 15. Dezember 1891 beschloss der Gemeinderat die Verlegung der Verwaltung nach Beuel. Das neue Rathaus (heutige Rathausstraße / Friedrich-Breuer-Straße) wurde am 26. September 1896 bezogen; die Gemeinde behielt jedoch noch bis 1921 den Namen „Bürgermeisterei Vilich zu Beuel“.

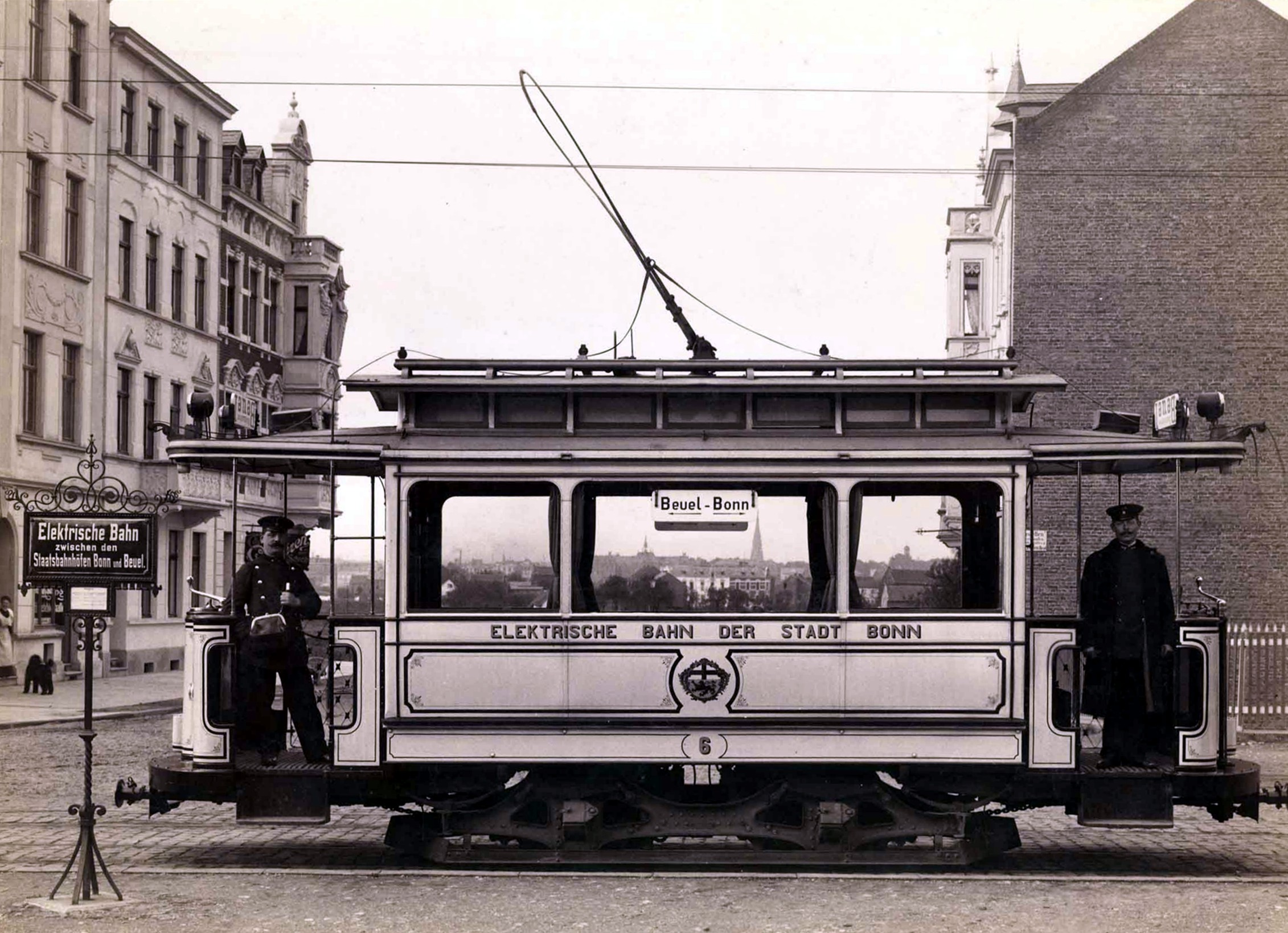
„Die Elektrische“ fuhr 1902 zwischen Beuel und Bonn

Mit der neuen Rheinbrücke, die nach dreijähriger Bauzeit am 17. Dezember 1898 eingeweiht wurde, kamen einige Modernisierungen auf die Beueler zu:
- So wurde im selben Jahr der Bau eines Wasserwerkes in der Limpericher Rheinaue beschlossen. Es wurde am 11. August 1900 in Betrieb genommen und wird heute für eine eventuelle Notfallversorgung der Bevölkerung betrieben.
- Ab dem Jahr 1899 wurden die Neubaugebiete Beuels und Combahns mit Abwasserleitungen versehen, die bis 1908 jedoch noch in den Rhein mündeten. Das dazu gehörige Kanalisationsprojekt wurde 1908 mit dem Bau einer Kläranlage und Pumpstation an der Wolfsgasse in Vilich-Rheindorf begonnen.
- Am 24. Dezember 1900 wurde die erste gasbetriebene Straßenbeleuchtung in Betrieb genommen. Ein Beueler Gaswerk nahm am 10. Januar 1906 an der Maarstraße seinen Betrieb auf.
- Die erste elektrische Straßenbahnlinie überquerte 1902 die für Fußgänger noch bis 1938 Brückenzoll-pflichtige Rheinbrücke. 1911 wurde die „Elektrische“ auf einer Strecke bis nach Siegburg und auf einer zweiten Strecke bis nach Oberdollendorf geführt. Die letztgenannte Verbindung wurde 1924 bis nach Bad Honnef verlängert.

In dieser Zeit gab es auch kulturelle Veränderungen; so wurde zum Beispiel am 11. November 1912 der neue Martinsbrauch eingeführt. Erstmals führte St. Martin auf einem Pferd einen Laternenzug von Kindern an.
Am 8. Februar 1914 wurden in einem Oberkasseler Steinbruch die Skelette der „Oberkasseler Menschen“ aus der Steinzeit gefunden.
Nach dem Ersten Weltkrieg wurde Beuel von kanadischem Militär und anschließend von 1920 bis 1926 von französischem Militär besetzt. Der Truppenabzug zog sich bis 1930 hin.
Wie in ganz Deutschland wurden auch in Beuel am 4. Februar 1933 nach der sogenannten Machtübernahme der Nationalsozialisten die demokratisch gewählten Kommunalvertretungen aufgelöst. Bei der Neuwahl erhielt die NSDAP durch die Unterstützung kleinerer Parteien die parlamentarische Mehrheit. Der zu der Zeit amtierende Bürgermeister Otto Schöttler trat angeblich aus Gesundheitsgründen zurück und wurde durch einen Nationalsozialisten ersetzt.
Sportlich gab es in dieser Zeit bemerkenswerte Erfolge; so wurde 1936 das Beueler Stadion mit einem Spiel zwischen dem SV Beuel 06 und Schalke 04 eingeweiht. Das Spiel endete 2:2. Im selben Jahr wurde der SV Gaumeister in der Gauliga Mittelrhein, der höchsten Fußballklasse.
Der Ausbruch des Zweiten Weltkriegs veränderte den Alltag der Bevölkerung zuerst schleichend und dann massiv. Am 25. und 26. Mai 1940 fielen die ersten Fliegerbomben auf Beuel. Beim folgenschwersten Luftangriff auf Bonn am 18. Oktober 1944 wurde auch der Bereich um den Beueler Brückenkopf schwer getroffen. Im März 1945 wichen auch in Beuel die deutschen Truppen zurück; auf ihrem Rückzug wurde die Rheinbrücke am 8. März 1945 gesprengt. Am 19. März 1945 erreichte die amerikanische 78. Infanteriedivision die Gemeinde Beuel.
Die Nachkriegszeit war gekennzeichnet durch Wiederaufbau und Wirtschaftswunder. Aber auch Brauchtumsveranstaltungen wurden wiederbelebt, so fand 1948 der erste Pützchens Markt nach dem Krieg statt. Ein Jahr später, am 24. Februar 1949, fand das 125-jährige Jubiläum der Beueler Weiberfastnacht statt. In dem Jubiläumsjahr erfolgte erstmals die Übergabe der Schlüsselgewalt an das 1824 gegründete Damenkomitee; dies war die Geburtsstunde der noch heute praktizierten Rathauserstürmung. Knapp zehn Jahre später, im Jahr 1958, wurde erstmals eine Wäscherprinzessin gewählt; ihre Regentschaft beginnt jeweils an Weiberfastnacht mit einem Umzug durch das Stadtgebiet und der anschließenden Rathauserstürmung. Mit diesen Nachkriegsänderungen entstand der traditionelle Beueler Karneval in seiner heutigen Form.
Der Wiederaufbau stärkte die Verkehrsinfrastruktur; so wurde 1949 die neue Rheinbrücke, ab 24. November 1963 Kennedybrücke genannt, 1967 die Friedrich-Ebert-Brücke und 1972 die Konrad-Adenauer-Brücke dem Verkehr übergeben. Weitere infrastrukturelle Baumaßnahmen waren unter anderem der Bau des neuen Rathauses (1962), die Modernisierung des Beueler Wasserwerks von 1900 (1954), der Bau der Kläranlage (1949), der Bau der Ersatzbundesstraße 56 (1952), der Bau der Bundesstraße 42 (1959–1968), der Bau der Realschule (1952), der Bau des Hallenbades (1969) und der Bau von Haus Michael, das 1963 als Montessori-Haus und Offene Tür, als „Modellbau eines Jugendfreizeitheimes in der Vorstadt“, eingeweiht wurde.
Am 24. August 1952 wurden der Gemeinde Beuel, nach einem Beschluss der nordrheinwestfälischen Landesregierung, die Stadtrechte verliehen. Der erste Bürgermeister der neuen Stadt war Rudolf Holstein.
Im Juni 1969, zwei Monate bevor das Gesetz zur kommunalen Neugliederung des Raumes Bonn in Kraft trat, wurde die Städtepartnerschaft zwischen den Städten Beuel und Mirecourt begründet. Mit dem Gesetz wurden die bisher selbstständigen Städte Bonn, Bad Godesberg und Beuel sowie das Amt Duisdorf mit seinen zugehörigen Gemeinden, die zum Amt Oberkassel gehörende Gemeinde Oberkassel, die zum Amt Menden gehörende Gemeinde Holzlar (mit den Ortsteilen Gielgen, Heidebergen, Holzlar, Kohlkaul und Roleber) sowie die zur Gemeinde Stieldorf im Amt Oberpleis gehörenden Ortsteile Hoholz und Ungarten zur kreisfreien Stadt Bonn zusammengeschlossen. Die rechtsrheinischen Stadtteile bilden seitdem den Stadtbezirk Bonn-Beuel mit einer Fläche von 32,8 Quadratkilometern und damals 51.104 Einwohnern. Mit dieser Eingemeindung wurde letztendlich das umgesetzt, was seit 1900 immer wieder versucht wurde: Am 22. Juni 1900 beschloss die Gesamtgemeinde Vilich/Beuel eine Eingemeindung nach Bonn; diese wurde jedoch von der Stadt Bonn abgelehnt. Zwischen 1918 und 1920 wurde ein erneuter Versuch zur Eingemeindung gestartet; die Initiative ging diesmal von der Stadt Bonn aus. Die Verhandlungen scheiterten. Ein erneuter Versuch wurde 1928, wieder auf Initiative Bonns, gestartet, und wiederum scheiterten die Verhandlungen.
Aufgrund der Gebietsreform erhielt die Stadt Bonn 1971 unter anderem ein neues Wappen; das Beueler Wappen hatte danach nur noch historische Bedeutung. Eine weitere Folge der Eingemeindung war 1972 die erste umfangreiche Umbenennung der Straßen, die in allen Stadtbezirken durchgeführt wurde.
Mit der Eingemeindung siedelten sich verstärkt Bundesbehörden, u. a. das Bundeswehrverwaltungsamt, das Sanitätsamt der Bundeswehr und das Bundesamt für Finanzen, in Beuel an. Außerdem wurde Beuel in die Notstandspläne der Bundesregierung eingebunden; so wurde 1983 das in der Gesamtschule integrierte Hilfskrankenhaus Beuel-Ost eingeweiht.
Des Weiteren wurde zwischen Oktober 2005 und Mitte 2011 der Hochwasserschutz an der Beueler Rheinuferpromenade auf einer Länge von ca. 15 Kilometern erneuert bzw. verbessert. Im Zuge dieser Arbeiten wurde auch die Promenade zwischen der Kennedybrücke und der Ernst-Moritz-Arndt-Straße saniert.
2006 wurde im Ortsteil Ramersdorf ein neues Polizeipräsidium für Bonn erstellt, das im Oktober 2006 von der Polizei Bonn bezogen wurde.

### Wappen, Flagge und Banner
| Banner, Wappen und Hissflagge |  |
|                               |  |
|                               |  |

| | Blasonierung: „In Gold auf blauen Wellen ein rotes Fährschiff mit seitlichen Ruder und einem silbernen Wimpel im Mast; im Schildhaupt dreizehn sechsstrahlige blaue Sterne im Verhältnis 5:3:5.“ |
| Wappenbegründung: Es zeigt einen auf Wellen schaukelnden Fährnachen; die dreizehn blauen Sterne stehen für die Ortsteile und der Wellenschildfuß symbolisiert den Rhein. Das Stadtwappen wurde von dem Beueler Kunst-Privatdozent Theodor Pape entworfen und am 24. August 1952 vom nordrhein-westfälischen Innenministerium genehmigt. | |

## Politik
Aus der Kommunalwahl 2020 ging die Partei Bündnis 90/Die Grünen als stärkste Kraft hervor und stellt in der Beueler Koalition mit der SPD (Sozialdemokratische Partei Deutschlands) und Die Linke das Amt des Bezirksbürgermeisters. Seit März 2023 ist Guido Pfeiffer Beueler Bezirksbürgermeister. Er übernahm das Amt von Lara Mohn, die ab 2020 die erste Bezirksbürgermeisterin in der Geschichte Beuels war. Die 19 Sitze der Bezirksvertretung teilen sich seit der Wahl 2020 wie folgt auf:
| Sitzverteilung in der Bezirksvertretung Beuel 2020Insgesamt 19 Sitze - Linke: 1 - PARTEI: 1 - SPD: 3 - Grüne: 6 - BBB: 1 - CDU: 5 - FDP: 1 - AfD: 1 Bezirksvertretungswahl 2020in Prozent %403020100 35,828,114,75,45,34,73,0keine GrüneCDUSPDLinkeBBBFDPAfDPARTEISonst.Gewinne und Verlusteim Vergleich zu 2014 %p 14 12 10 8 6 4 2 0 −2 −4 −6 −8−10+14,0−5,5−8,2−0,4+1,2+0,2−0,1+3,0−4,2GrüneCDUSPDLinkeBBBFDPAfDPARTEISonst. |

## Sehenswürdigkeiten
- Rheinaue Beuel
- Heimatmuseum Beuel
- Doppelkirche St. Maria und Clemens (Schwarzrheindorf)
- Burg Lede
- Bürgermeister-Stroof-Haus
- Holzlarer Mühle
- Kommende Ramersdorf
- Kath. Pfarrkirche St. Josef
- Wolfsburg (Beuel)
- Fundstelle Oberkasseler Mensch/Hund

## Brauchtum

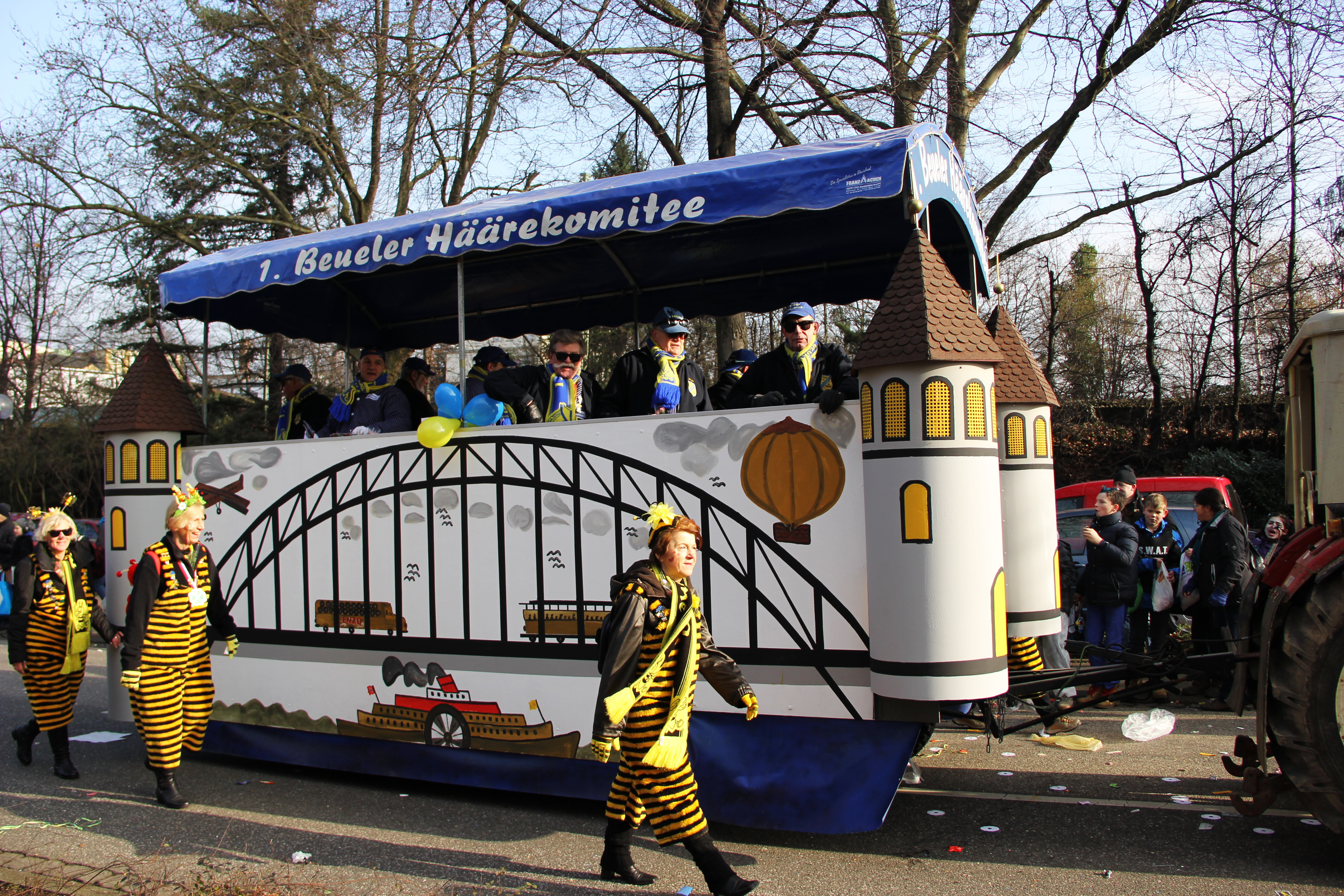
Weiberfastnachtsumzug in Beuel (2015)

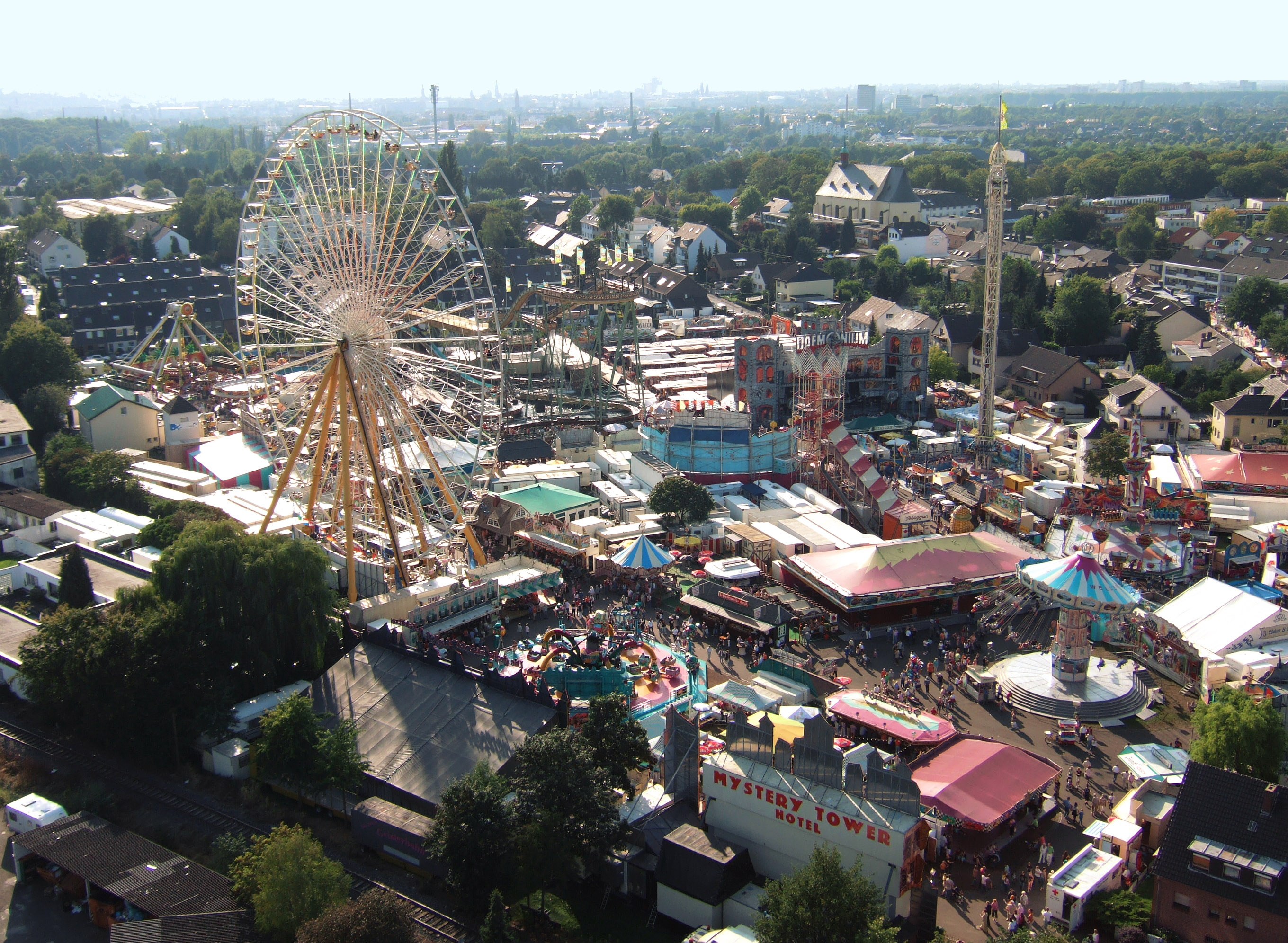
Pützchens Markt (2006)

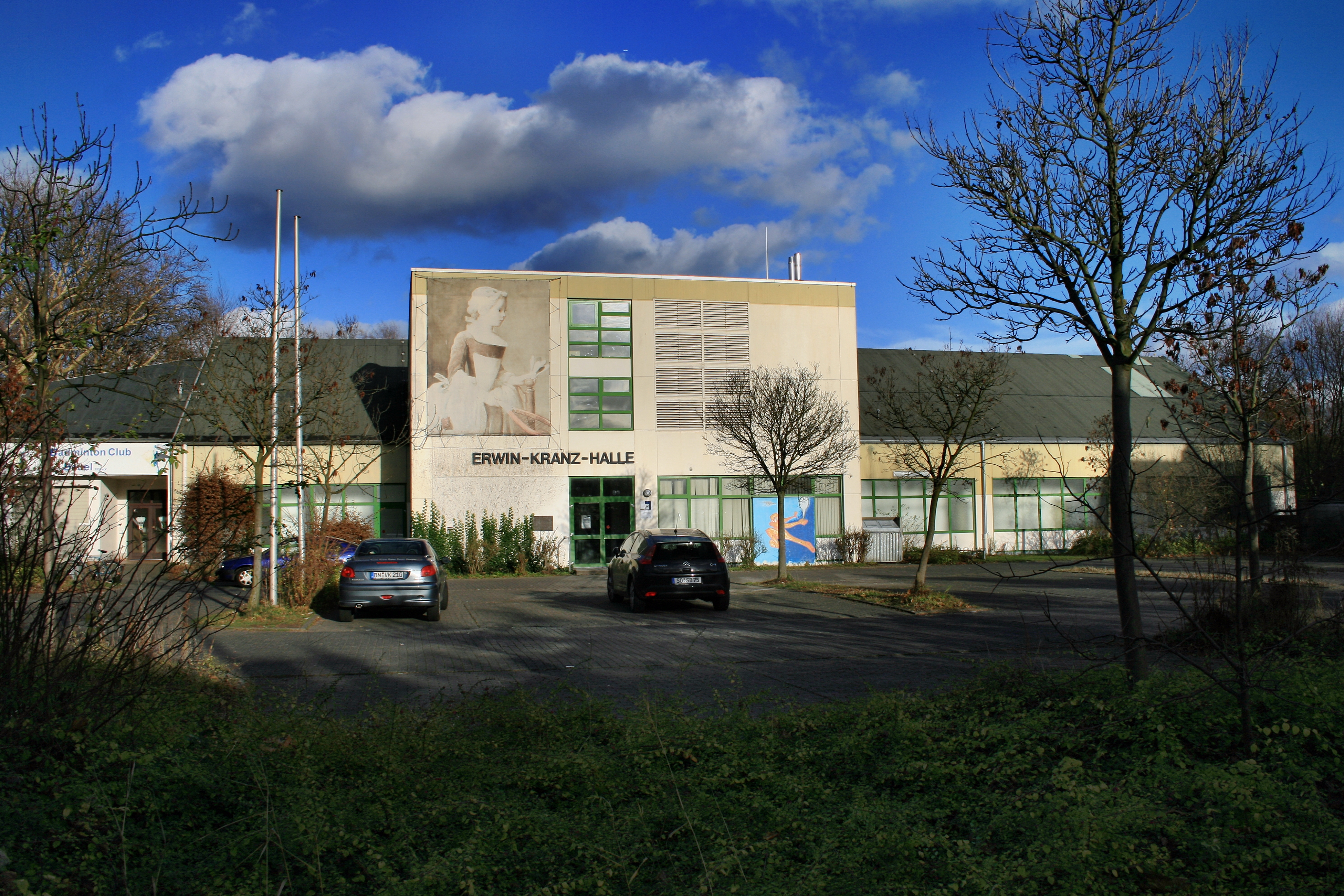
Erwin-Kranz-Sporthalle (2009)

Beuel zählt zu den historischen Wiegen des rheinischen Karnevals mit den Hochburgen Köln, Düsseldorf und Mainz, weil dort 1824 die Weiberfastnacht entstand. Am Morgen der Weiberfastnacht, dem Donnerstag vor Rosenmontag, findet die traditionelle Erstürmung des Beueler Rathauses statt. Bei diesem Ereignis versuchen die Stadtväter jedes Jahr aufs Neue und am Ende vergeblich, den Schlüssel der Stadt vor den heranstürmenden Beueler Wäscherinnen und der Beueler Wäscherprinzessin zu schützen.
Jeweils am zweiten Wochenende im September findet der fünftägige Pützchens Markt statt. Mit 1,2 Millionen Besuchern an fünf Tagen ist sie eine der größten Kirmesveranstaltungen Deutschlands.
Ausstellungen zu Geschichte und Brauchtum des Stadtbezirks finden sich im Heimatmuseum Beuel.

## Wirtschaft und Infrastruktur
Beuel verfügt über internationale Gastronomie, Filialen diverser Geldinstitute, ein Hallenbad mit Sauna, weitläufige Grünanlagen und mehr als ein Dutzend Sportplätze mit (Kunst-), Gras oder Aschebelag.
Seit 2003 wurden umfangreiche, öffentliche Investitionsmaßnahmen im Straßenbau, in der Altbausanierung sowie im öffentlichen Personennahverkehr (ÖPNV) getätigt. Zahlreiche Handels- und Dienstleistungsunternehmen, vor allem aus dem Medien- und Gesundheitsbereich, haben sich seither neu in Beuel und den angrenzenden, rechtsrheinischen Stadtteilen angesiedelt.

### Schienenverkehr
Beuel ist mit dem Bahnhof Bonn-Beuel an die Rechte Rheinstrecke angeschlossen. Die Anbindung an das Bonner Zentrum wird über die Kennedybrücke mit der Straßenbahnlinie 62 (Siebengebirgsbahn) und der Stadtbahnlinie 66/67 (Siegburger Bahn) sichergestellt, letztere verbindet Beuel zusätzlich mit dem Bahnhof Siegburg/Bonn. Verschiedene Buslinien erschließen das Siedlungsgebiet, während die Industriegebiete Beuels über die Beueler Industriebahn erschlossen wurden.
Seit 2016 wird die Rechte Rheinstrecke zwischen Troisdorf und Bonn-Oberkassel ausgebaut. 2026 soll der erste Abschnitt zwischen Troisdorf und Beuel in Betrieb gehen. Auf dem Gebiet des Stadtbezirks wird hierfür der Beueler Bahnhof modernisiert und ausgebaut sowie der Bahnhof Bonn-Vilich als Turmbahnhof mit der Stadtbahn neu gebaut. Die Bauarbeiten auf dem Abschnitt zwischen Beuel und Oberkassel mit dem neuen Haltepunkt Bonn-Ramersdorf (direkt gegenüber des U-Bahnhofs Ramersdorf) können voraussichtlich erst nach 2030 beginnen. Für den geplanten 20-Minuten-Takt der Linie S13 bis zum Flughafen Köln/Bonn fehlt zudem noch ein Überwerfungsbauwerk in Troisdorf, sodass dort ein Umstieg notwendig sein wird.
Von 1891 bis 1967 war Beuel der Endpunkt des Streckennetzes der Rhein-Sieg-Eisenbahn (bis 1921 Brölthaler Eisenbahn). Am Bahnhof direkt unterhalb der heutigen Kennedybrücke wurde Basalt aus dem unteren Westerwald auf Rheinschiffe verladen. Bis 1951 gab es auch Personenverkehr auf dieser Strecke. Der Endbahnhof ist als Gaststätte „Bahnhöfchen“ bis heute erhalten geblieben, auch die ersten ca. 1,5 km Trasse lassen sich als Spazier- und Radweg noch nachvollziehen.

### Schulen
Es gibt im Stadtbezirk folgende weiterführende Schulen (ab Klasse 5):
- Kardinal-Frings-Gymnasium, privates katholisches Gymnasium des Erzbistums Köln in Limperich
- Sankt-Adelheid-Gymnasium, privates katholisches Gymnasium des Erzbistums Köln in Pützchen-Bechlinghoven
- Ernst-Kalkuhl-Gymnasium, privates Gymnasium mit Tagesinternat in Oberkassel
- Integrierte Gesamtschule, städtische Gesamtschule in Pützchen-Bechlinghoven
- Realschule Beuel, städtische Realschule in Vilich

## Persönlichkeiten

### Söhne und Töchter des Ortes
- Joseph Pril (1852–1935), Theologe und Architekt
- Johannes Orth (1902–nach 1967), Jurist, Ministerialdirektor
- Werner Knieper (1909–1977), Staatssekretär und Präsident des Bundesverbandes der deutschen Luft- und Raumfahrtindustrie
- Hans Steger (1922–1998), letzter Bürgermeister von Beuel, ehemaliger Bürgermeister von Bonn und Ehrenbürger
- Karl Heinz Büchel (1931–2020), Chemiker und Pharmakologe, Entdecker des Wirkstoffs Clotrimazol
- Hans Thomas (1937–2019), Jazzmusiker und Musikredakteur
- Heinrich P. Kelz (1940–2021), Sprachlehrforscher, Hochschullehrer
- Gebhardt Weiss (* 1946), Diplomat, Botschafter der Bundesrepublik Deutschland
- Ruth Hieronymi (1947–2025), Politikerin (CDU)
- Günter Ollenschläger (* 1951), Mediziner und Wissenschaftspublizist
- Regina Schwarz (* 1951), Schriftstellerin
- Volkmar Kramarz (* 1954), Musikwissenschaftler, Journalist und Autor
- Sabina Pauen (* 1963), Entwicklungspsychologin und Hochschullehrerin
- Ute Freund (* 1965), Kamerafrau
- Markus Kurth (* 1966), Politiker (Grüne), Mitglied des Deutschen Bundestages
- Bodo Schiffmann (* 1968), Mediziner und Leitfigur in der Coronaleugner-Szene
- Gerd Hupperich (* 1969), Rollenspielautor
- Guido Mehlkop (* 1972), Sozialwissenschaftler

### Personen, die mit dem Ort in Verbindung stehen
- Erich Ponto (1884–1957), Schauspieler, der von 1905 bis 1907 in der Beueler Hirschapotheke arbeitete[7]
- Karl-Heinz Zwiebler (* 1951), ehemaliger Badmintonspieler beim 1. BC Beuel
- Eva-Maria Zwiebler (* 1953), ehemalige Badmintonspielerin beim 1. BC Beuel
- Werner Rambow (1957–2017), Politiker (Grüne), ehemaliger Bezirksbürgermeister
- Rüdiger Hoffmann (* 1964), Schauspieler und Kabarettist, wohnt in Beuel
- Ulrich Kelber (* 1968), Politiker (SPD), Bundesbeauftragter für den Datenschutz und die Informationsfreiheit, wohnt in Beuel
- Guido Déus (* 1968), Politiker (CDU) und Landtagsabgeordneter, ehemaliger Bezirksbürgermeister
- Marc Zwiebler (* 1984), Badmintonspieler beim 1. BC Beuel